# 新赫里霍里夫卡 (别里斯拉夫区)
新赫里霍里夫卡（烏克蘭語：Новогригорівка），是烏克蘭南部赫爾松州貝里斯拉夫區梅洛韦市镇内的村落。始建於1853年，面積1.51平方公里，海拔高度71米，2001年人口122，人口密度每平方公里80.7人。